# Желобанов, Феликс Фёдорович
Феликс Фёдорович Желобанов (1927—2004) — советский инженер-конструктор, специалист в области разработки ядерного оружия; Лауреат Ленинской премии (1966).

## Биография
Родился в 1927 году в Москве.
С 1942 по 1948 годы работал наладчиком и токарем на Московских заводах МАП СССР. С 1953 года после окончания Московского станкостроительного института работал в системе атомной промышленности СССР, инженер-конструктор КБ-11 в закрытом городе Арзамас-16.
С 1955 года направлен в закрытый город Челябинск-70. С 1955 года работал инженер-конструктором, старшим инженер-конструктором, с 1956 года начальником конструкторской группы, с 1961 года заместителем начальника конструкторского отдела, с 1963 года начальником конструкторского отдела, с 1969 года заместителем начальника конструкторского сектора № 6, с 1975 года начальником научно-конструкторского отделения — заместителем главного конструктора Всероссийского научно-исследовательского института технической физики. Ф. Ф. Желобанов внёс значительный вклад в создание опытных образцов ядерного оружия и ядерных зарядов промышленного назначения.
С 1991 года на пенсии. Умер 13 мая 2004 года в Снежинске.

## Награды
Источники:

### Ордена
- Орден Ленина (1979)
- Орден Трудового Красного Знамени (1985)
- Орден «Знак Почёта» (1962)

### Премии
- Ленинская премия (1966 — «за создание новой конструкции ядерных зарядов»)